# Pelinore
Rei Pelinore é o rei de Listenoise ou das "ilhas" (possivelmente Anglesey, ou talvez o reino medieval de mesmo nome), de acordo com a Lenda Arturiana. Na tradição da prosa em francês antigo, ele está associado à Besta ladradora e é o assassino do Rei Lot. Seus numerosos filhos incluem os filhos Aglovale, Lamorak e Percival, e a filha Dindrane.

## Na literatura medieval

Brasão atribuído de Pellinor

Pellinore é uma figura importante no ciclo em prosa Pós-Vulgata do século XIII e nas seções de Le Morte d'Arthur de Thomas Malory, que se baseiam nesse ciclo. Lá, como filho do Rei Pellam e irmão dos Reis Pelles (o Rei Pescador) e Alain, ele é mais conhecido por sua interminável caça à Besta ladradora, que ele está perseguindo quando Rei Arthur o encontra pela primeira vez. Embora afirme que sua linhagem está destinada a caçar perpetuamente esse monstro bizarro, Sir Palamedes, o sarraceno, assume a missão e, segundo uma versão, mata a besta.  
Pellinore derrota o Rei Arthur após três justas e quebra a espada que Arthur havia retirado da pedra (em algumas versões, trata-se de Excalibur, embora Arthur receba outra espada com esse nome da Dama do Lago logo depois). Merlin lança um feitiço sobre Pellinore para salvar a vida de Arthur. Este elogia a habilidade de Pellinore, e logo se tornam amigos, com Arthur o convidando para se juntar à Távola Redonda. Pellinore então ajuda Arthur em suas primeiras guerras contra vassalos rebeldes, mas ao matar o Rei Lot de Orkney durante a Batalha de Tarabel (ou Dimilioc), ele desencadeia uma rixa de sangue entre sua família e a de Lot, o que resulta em sua morte pelas mãos de Gawain e seus irmãos, bem como na morte de muitos outros.  
Dizia-se que Pellinore era descendente da linhagem real de José de Arimateia, cuja dinastia protege o Santo Graal, de acordo com a tradição arturiana. No Livre d'Artus, Pellinore é chamado de "Rei Maimado" após ser ferido por uma lança sagrada, tendo duvidado dos poderes do Graal.  

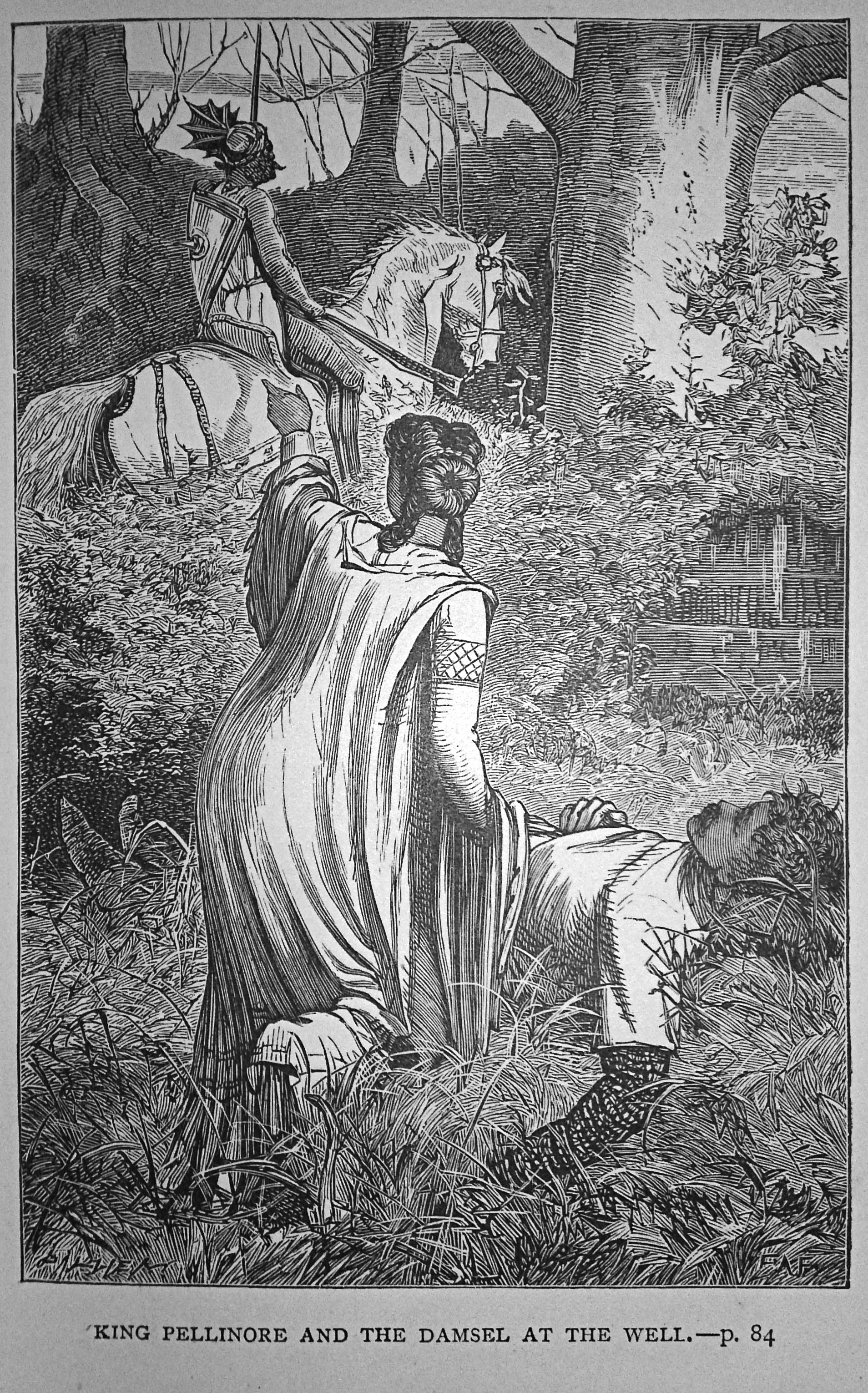
"Rei Pellinore e a Dama no Poço", ilustração de Francis Arthur Fraser para King Arthur & His Knights of the Round Table de Henry Frith (1884)

Pellinore tem muitos filhos legítimos e ilegítimos. Seus filhos Tor, Aglovale, Lamorak, Dornar e Percival também acabam se juntando à Távola Redonda. É Percival, um dos primeiros buscadores do Graal, e seu sobrinho-neto, Galahad, quem finalmente conclui a busca. Sua filha, Irmã de Percival, às vezes chamada de Dindrane, torna-se serva do Graal e ajuda na realização desse objetivo místico como a "heroína do Graal". Outra de suas filhas, Alyne, morre prematuramente quando ele, sem saber que era sua filha, ignora seus pedidos de ajuda enquanto se apressa para resgatar Nimue de seu sequestrador a pedido de Arthur.

## Na ficção moderna
- Em O Único e Eterno Rei de T. H. White, ele é um velho atrapalhado, mas cativante, que não pode desistir de sua busca pela "Besta Uivante", pois teme que a pobre criatura morra de solidão. Ele também tem o hábito de terminar suas frases com a palavra "o quê" (Merlyn faz piada sobre isso, dizendo: "…Ou, se eu fosse o Rei Pellinore, diria 'o quê o quê, o quê?'"). No romance de White, Pellinore é vingativamente morto por Sir Gawain e/ou seus irmãos, por ter matado inadvertidamente seu pai, o Rei Lot de Orkney, em uma justa.  
  - Ele aparece na adaptação cinematográfica da Walt Disney Studios de 1963, A Espada Era a Lei, onde é dublado pelo ator Alan Napier e seu nome é grafado como Pelinore.[2] Amigo de Sir Ector, ele anuncia o torneio de justas que será realizado em Londres, cujo vencedor será coroado rei. Pelinore é gentil e sábio, e fica horrorizado com a possibilidade de Kay ser rei devido à sua natureza amarga. Ele é um dos primeiros a reconhecer a espada retirada por Arthur da pedra. Junto com outro cavaleiro, Sir Bart, apoia Arthur e o encoraja a remover a espada com sucesso.
- No musical Camelot, Pellinore (ou "Pelly", como é frequentemente chamado por Arthur) é um hóspede cômico e muito querido de Arthur e Guinevere. No entanto, ele não está certo sobre as novas ideias de Arthur para uma nova ordem de cavalaria, sendo contra "...qualquer ideia nova" por princípio. Pellinore ainda está com Arthur antes de sua batalha final no fim da peça/filme, e está presente quando Arthur nomeia o jovem "Tom de Warwick" cavaleiro.
- Em The Warlord Chronicles de Bernard Cornwell, Pellinore é retratado como um velho louco, mantido em uma gaiola e comandando exércitos imaginários. Após o saque da colina sagrada em Ynys Wydryn (Avalon) pelo Rei Gundleus, Pellinore é resgatado pelos homens de Arthur e levado para Caer Cadarn, onde é trancado em um depósito. Enquanto está lá, Owain argumenta que ele deveria ser enviado para a Ilha dos Mortos. No entanto, quando Arthur decide reconstruir a colina sagrada, Pellinore é enviado de volta com Nimue e Morgana para continuar sua vida como antes.